# Lake Woronora
Der Lake Woronora ist ein Stausee im Osten des australischen Bundesstaates New South Wales. Er wurde am Oberlauf des Woronora River im Süden von Sydney gebaut und dient der Trinkwasserversorgung des Sutherland Shire und des nördlichen Illawara Shire mit den Vororten Helensborough, Otford, Stanwell Tops, Stanwell Park und Coalcliff.

## Vorschlag und Bestätigung
Erstmals wurde das Sutherland Shire 1911 durch eine 6”-Leitung vom Penshurst-Reservoir mit Wasser versorgt, die den Georges River am Tom Ugly's Point nach Miranda überquerte.
1920 wurde der Plan einer Wasserversorgung aus dem Woronora River für die Städte Sutherland und Cronulla aufgegeben. Fünf Jahre später, als das Metropolitan Water Sewerage and Drainage Board den Bau von Wasserleitungen im Raum Sydney komplett übernommen hatte, lebte das Projekt wieder auf.
Der Plan beinhaltete den Bau eines Staudamms am Woronora River etwa 24 km flussaufwärts seiner Mündung in den Georges River. Bei Bedarf sollte dieser Staudamm vergrößert werden können.

## Bau des Woronora-Staudamms
Der Bau des Damms begann 1927, aber – wie bereits vermutet – musste er bereits zwei Jahre Später vergrößert werden.
Die Unterkünfte der Arbeiter waren spartanisch, aber praktisch. Sie bestanden aus kleinen Bungalows aus Fibrolite und standen auf Ziegel- oder Betonfundamenten auf dem abschüssigen Gelände. 1930 sorgte die Weltwirtschaftskrise für die Einstellung der Arbeiten am Staudamm. Die Männer mussten sich anderweitig nach Arbeit umsehen, oft auch in anderen Bundesstaaten. Ihre Familien ließen sie häufig an der Baustelle in Woronora zurück.
Die Schicksale einiger Familien waren eng mit dem Bau von Staudämmen im Raum Sydney verbunden: Zuerst lebten sie an der Baustelle des Nepean-Staudamms, dann zogen sie nach Woronora um und später zur Baustelle des Warragambe-Staudamms. Weitere Arbeiter beim Woronora-Staudamm-Projekt kamen aus dem Kohlebergbau im nahegelegenen Helensburgh.
Ende 1931 wurde Geld aus dem Unemployment Relief Account für den Bau eines Wehrs zur Wasserversorgung der Gegend um Sutherland und Cronulla freigegeben und vier Jahre später wurden die Arbeiten am Staudamm selbst fortgesetzt.
1941 wurde der Woronora-Staudamm fertiggestellt und kostete schließlich ca. AU-$ 13 Mio. Sechs der Arbeiterhäuser wurden als Wohnungen für das Betriebspersonal erhalten, der Rest der Siedlung Woronora wurde in ein Picknick- und Erholungsgebiet verwandelt. 

## Eigenschaften des Woronora-Staudamms
Der Woronora-Staudamm besitzt das Erscheinungsbild einer Gewölbemauer, ist aber als Schwerkraftmauer ausgelegt, die ihre Stabilität durch ihr Eigengewicht erhält. Der untere Teil besteht aus einem Zyklopenmauerwerk – massive Sandsteinblöcke, die in Steinbrüchen vor Ort gewonnen wurden. Die Hauptmauer ist aus Basalt- und Kieselbeton gegossen und im Inneren befinden sich zwei Inspektionsgänge.
Der Damm besitzt zwei separate geschlängelte Überläufe, die überschüssiges Wasser durch ein mit Beton befestigtes Bett in den Fluss unterhalb der Staumauer entlassen.
1988 wurde der Woronora-Staudamm für AU-$ 2,9 Mio. um eine Mauer- und Fundamentdrainage erweitert, um wieder internationalen Sicherheitsvorschriften für Staudämmen zu entsprechen.
Flusswasser aus dem Lake Woronora wird in die nahegelegene Trinkwasserfilteranlage gepumpt. Diese Anlage ist eine von neun im Raum Sydney, die entweder von Sydney Water oder privat im Auftrag von Sydney Water betrieben werden. Stausee und Filteranlage versorgen die Gebiete südlich des Georges River, wie Sutherland, Helensburgh, Stanwell Park, Lucas Heights und Bundeena mit Trinkwasser.

## Trivia
Die Maritime Operations Division des australischen Verteidigungsministeriums nutzt den Lake Woronora zur Erprobung ihrer Sonargeräte. Die Versuchsstation ist auf einem Ponton in der Mitte des Stausees untergebracht.
An der Baustelle des Woronora-Staudamms spielt ein Teil des Comedydramas Dad Rudd MP. In diesem Film sieht man viele der Baustellen und etliche Arbeiter und ihre Familien wurden als Statisten eingesetzt.

## Besichtigung
Der Staudamm ist öffentlich zugänglich und besitzt einen Fußweg auf der Dammkrone, einen Picknickplatz und einen Autoparkplatz. Die Woronora Dam Road führt 7 km vom Princes Highway zum Staudamm.  

## Galerie

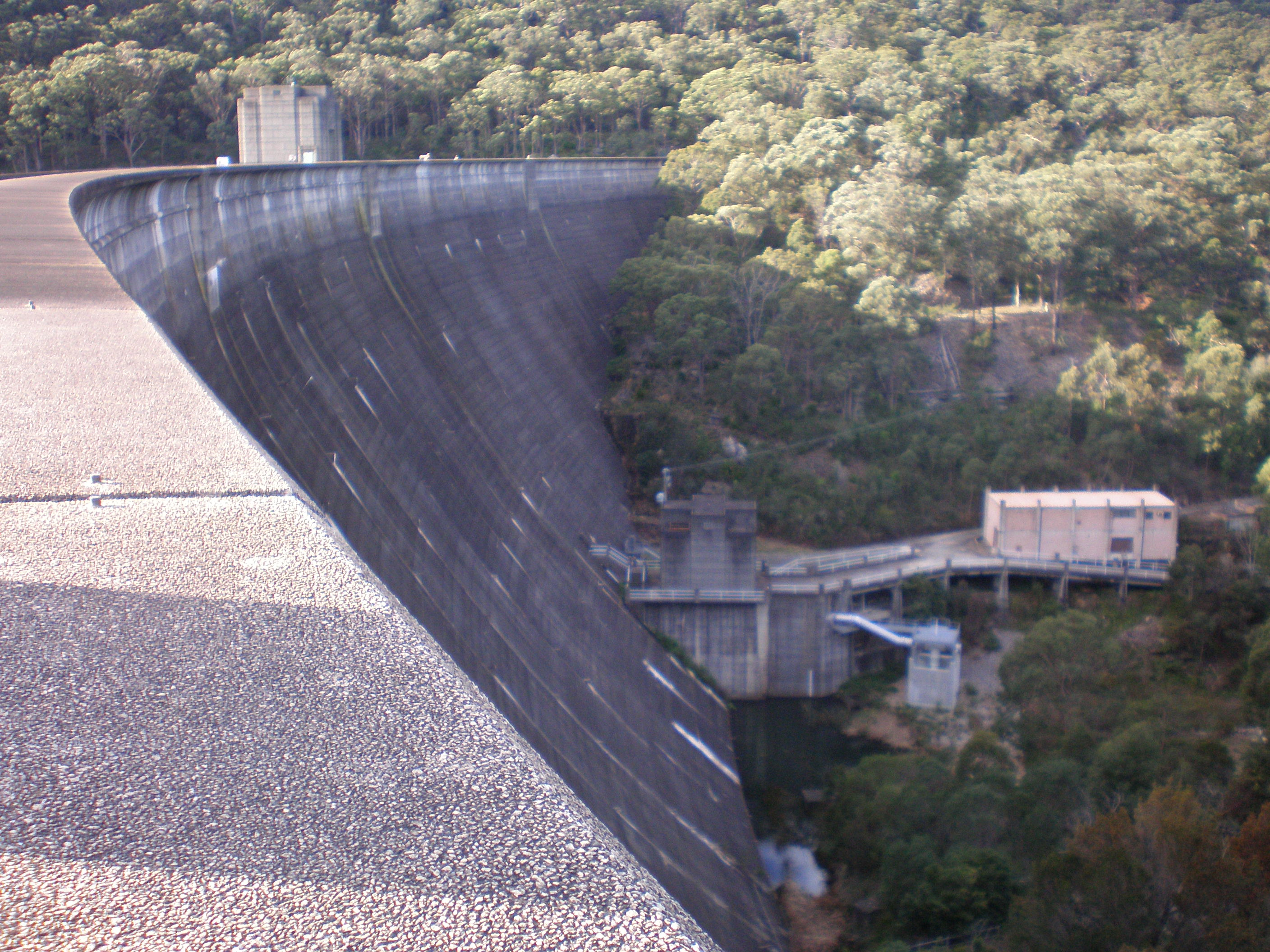
Woronora-Staudamm
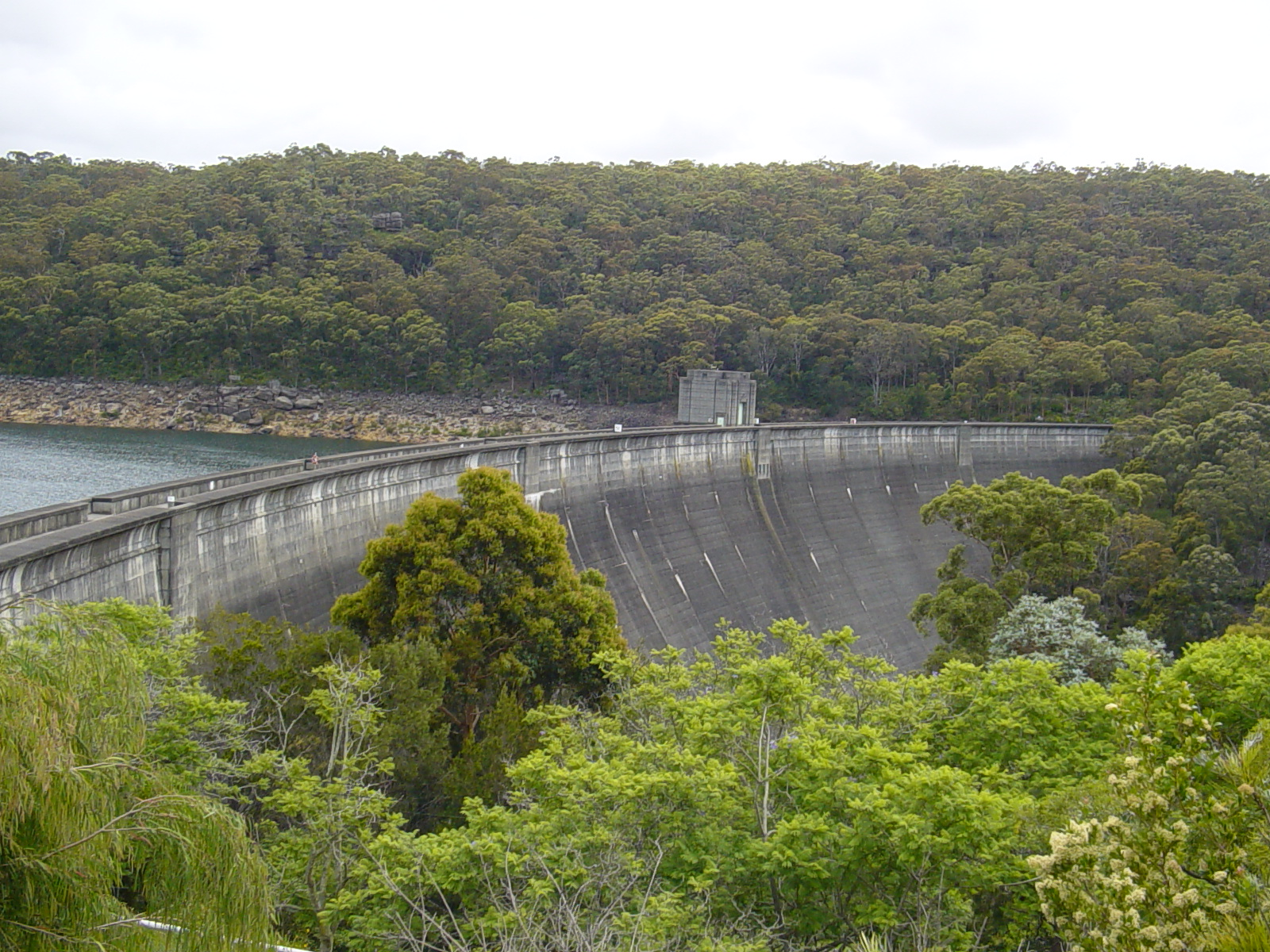
Lake Woronora bei 54 % Füllgrad
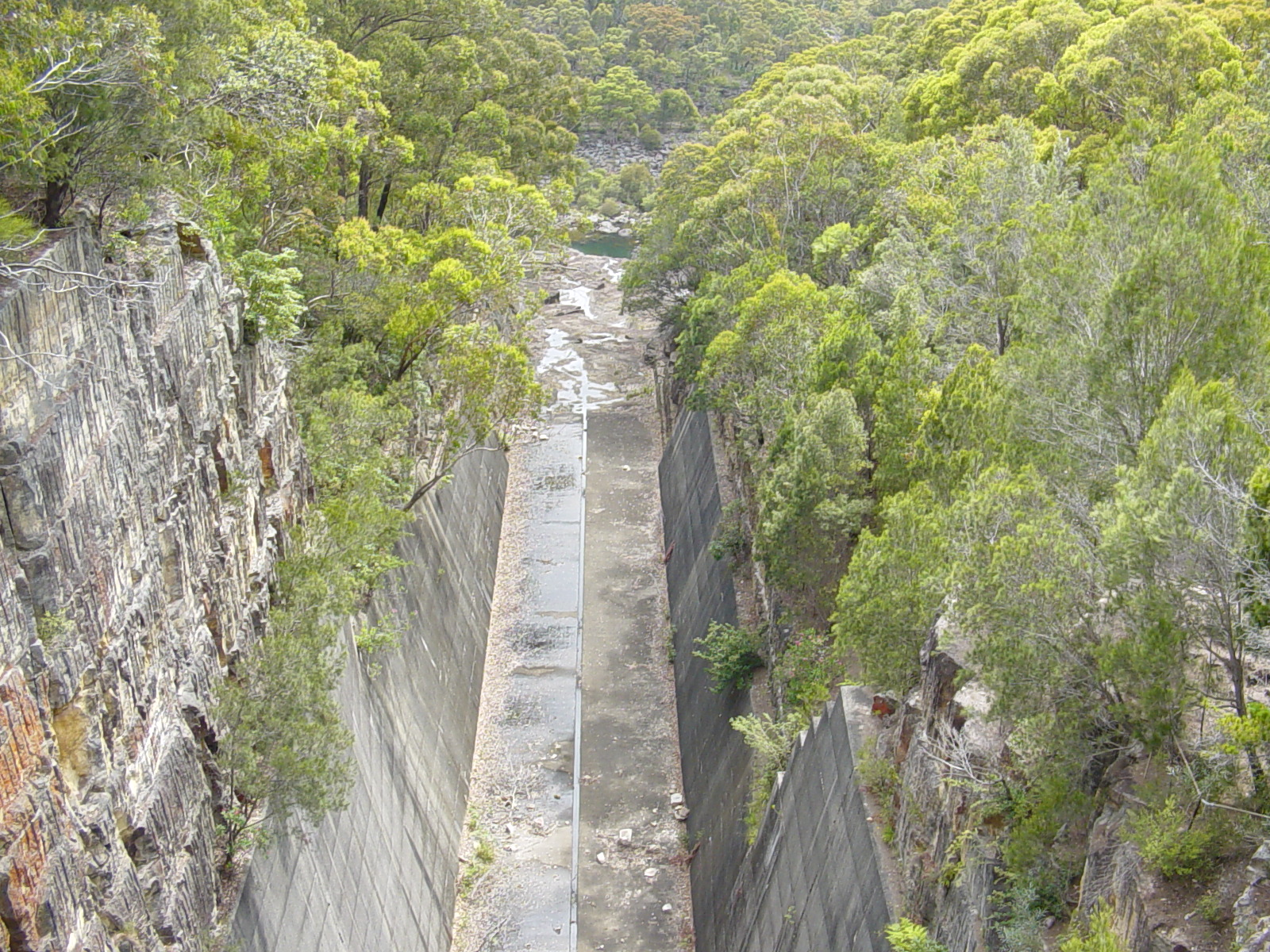
Überlauf des Woronora-Staudamms